# Тилтон Нортфилд (Њу Хемпшир)
Тилтон Нортфилд (енгл. Tilton Northfield) насељено је место без административног статуса у америчкој савезној држави Њу Хемпшир.

## Демографија
По попису из 2010. године број становника је 3.075, што је 156 (-4,8%) становника мање него 2000. године.
| Група             | 2000.         | 2010.         |
| Белци             | 3.116 (96,4%) | 2.931 (95,3%) |
| Афроамериканци    | 3 (0,1%)      | 20 (0,7%)     |
| Азијати           | 22 (0,7%)     | 43 (1,4%)     |
| Хиспаноамериканци | 19 (0,6%)     | 30 (1,0%)     |
| Укупно            | 3.231         | 3.075         |